# Quasi-Park Narodowy Yamato-Aogaki
Quasi-Park Narodowy Yamato-Aogaki (jap. 大和青垣国定公園 Yamato-Aogaki Kokutei Kōen) – quasi-park narodowy w regionie Kinki na Honsiu w Japonii.
Park obejmuje tereny usytuowane w dwóch prefekturach: Wakayama oraz Nara, o łącznym obszarze 57,42 km²..
Na terenie parku znajdują się m.in. świątynie buddyjskie: Byakugō-ji, Shōryaku-ji, Chōgaku-ji, Enshō-ji, Hase-dera, a także chramy shintō: Ōmiwa-jinja, Isonokami Jingū. Znajdują się tam także kurhany-grobowce kofun.
Park jest klasyfikowany jako chroniący krajobraz (kategoria V) według IUCN.
Obszar ten został wyznaczony jako quasi-park narodowy 28 grudnia 1970. Podobnie jak wszystkie quasi-parki narodowe w Japonii, jest zarządzany przez samorząd lokalny prefektury.